# (2885) Palva
(2885) Palva es un asteroide perteneciente al cinturón de asteroides, descubierto el 7 de octubre de 1939 por Yrjö Väisälä desde el Observatorio de Iso-Heikkilä, en Turku, Finlandia.

## Designación y nombre
Designado provisionalmente como 1939 TC. Fue nombrado Palva en honor al cirujano finlandés  Tauno Palva, yerno del descubridor.